# 대상 관계론
대상 관계론(對象關係論, 영어: Object relations theory)은 정신분석의 한 방법론이다. 프로이트(Sigmund Freud) 이론을 기본으로, 멜라니 클라인(Melanie Klein) 등이 아동이나 정신병성 질환의 정신분석에 임하는 가운데, 새로운 방식으로서 발전했다.

## 개요
대체로 '사람'을 의미하는 대상(objects), 즉 자신 이외의 존재와의 관계성의 가지는 방법에 초점을 맞혔다. 이 관계성이 가지는 방법에는 외적인 것 (현실적인 것)과 내적인 것 (개인의 마음 속의 것)의 차이가 있어, 이 차이를 본인이 어떻게 체험하고 있을 지를 실제의 치료 장면으로 취급한다.
프로이트의 정신분석에서는 치료는 무의식이나 리비도 (성욕)의 억압 등에 주목적을 둬 치료자가 거기에 해석을 주는 것에 의해서 치료가 성립된다고 하고 있었다. 대상 관계론에서는 대상 관계가 문제의 핵심이며, 치료자와 피치료자 사이에 무엇이 일어나고 있는지 자세하게 파악하는 것이 치료상 중요해지고 있다.

## 역사
'대상 관계'라고 불리고 있지만, 이는 '대인관계'와 동의는 아니다. 대상 관계론에서의 '대상'이라는 말은 유아기에서의 대상, 즉 모친을 가리키고 있다. 유아의 눈 앞에 있는 현실의 모친의 반응도 고려하지만, 기본적으로 중요시되는 것은 유아와 모친과의 내적·심리적 관계이다.
그 때문에 '대상'이라도, 정신분석학의 선조 프로이트와 같이, 마음 속에 존재하고 있는 대상 이미지를 가리키고 있는 것이며, 대상 관계론으로는 그 마음 속의 대상 이미지와 자아 혹은 자기의 관계를 연구해 나가는 것이 중심이 되고 있다.
현실 생활에서의 정신 질환이나 행동 이상은 이 대상 이미지의 일그러짐이나, 그것이 나빠져 있거나, 그것에의 집착의 결과로서 생긴다고 생각되고 있는 것이며, 현재의 대인관계가 나쁘기 때문에 정신병리가 생긴다는 생각은 아니라는 점에는 주의할 필요가 있다.
특히 멜라니 클라인에게는 태어난지 얼마 안된 갓난아기가 체험한 아이와 모친과의 조기 관계를 탐구하는 것이며, 아이가 커진 후의 모친과의 관계도, 어디까지나 아이의 마음 속에 뿌리 내리고 있는 내적 대상 관계를 탐구하는 것이다.
무의식, 특히 내적 대상으로 관심을 가진다고 하는 일로, 대상 관계론은 안나 프로이트(Anna Freud)가 인솔하는 자아 심리학이나, 해리 스택 설리번(Harry Stack Sullivan)이 창설한 대인관계론과는 정반대의 치장을 하고 있다. 이러한 학파는 무의식적이지 않고, 자아나 현실 적응이나 실제의 대인관계에 주목하고 있기 때문이다.
대상 관계론은 멜라니 클라인에서 시작되었다고 하지만, '대상 관계론'이라는 말을 사용하기 시작한 것은 영국 학파의 로날드 페어번(Ronald Fairbairn)이다. 그 때문에 대상 관계적인 정신분석 연구를 시작한 당시에서의 멜라니 클라인의 이론은 '클라인파'라는 것이 올바르다.

## 이론
대상 관계론에서는 0세부터 2, 3세까지의 매우 빠른 유아기의 모자 관계를 연구하는 것이 중심이 되고 있다. 아이는 모친을 처음은 '좋은 젖가슴(the good breast)'과 '나쁜 젖가슴(the bad breast)’으로 분리해 인식하고 있어, 그것은 부분 대상(part objects)으로 부른다. 그 후에 발달에 따라서, 아이는 모친을 '좋은 젖가슴과 나쁜 젖가슴의 통합된 것'으로서 인식할 수 있게 되어, 그것은 전체 대상으로 불린다. 이 부분 대상에서 전체 대상에의 이행이 아이의 심리적 발달이며, 또 아이가 모친으로부터의 의존을 벗어나서 자립하는 과정이 되고 있다.
아이가 모친을 부분 대상으로 인지하는 시기의 아이의 심리적 구조는 분열·망상 위치로 불리고 있다. 또 아이가 모친을 전체 대상으로 인지하는 자기의 아이의 심리적 구조는 우울 위치로 불리고 있다.
대상 관계론적인 정신분석을 시작한 멜라니 클라인은 이 가장 조기의 아이 시대에서의 모친과 아이의 관계를 중시하고, 정신분석의 선조인 프로이트의 오이디푸스 콤플렉스가 생기는 시기나 초자아(Superego)가 발생하는 시기를 개정했다.
대상 관계론의 공헌으로서는 언어를 개입시킨 관계를 가질 수 있게 되기 전의 단계나, 이로 정연을 잃어 비언어적인 체험이 우세하게 된 정신·심리 상태의 이해가 가능하게 되었던 것이 올려진다. 그것까지 치료의 대상 외로 되어 있던 질환 단위를 취급할 수 있게 되어, 경계예 (경계선 인격 장애)의 치료에 대한 심리치료의 복권이 가능하게 된 주춧돌이라고도 말하고 있다. 현재에도 대상 관계론은 경계예나 정신병 (조현병)의 치유 이론으로서 크게 주목받고 있다.

## 참고 문헌
- 로날드 페어번, '인격의 정신분석학적 연구' 문화 서점 히로후미사 2003년(1952년)

## 관련 인물
- 멜라니 클라인
- 로날드 페어반
- 도널드 위니컷
- 마이클 발린트
- 윌프레드 비온

## 같이 보기
- 자기 심리학
- 자기애 굴욕
- 자아 심리학
- 정신분석학
- 애착 이론
- 방어기제